# Тодор Стоянов Бурмов
То́дор Стоя́нов Бурмо́в (2 січня 1834, Габрово, Османська імперія — 25 жовтня 1906, Софія) — діяч болгарського Національного відродження. Перший голова Ради міністрів Болгарії.

## Біографія
Закінчив Київську семінарію Духовну академію; останню — зі ступенем магістра.
Навчався у Московському університеті, після чого, повернувшись на батьківщину, став учителем у Габрово.
З 1860 року був у Константинополі членом греко-болгарської комісії, створеної османським урядом для пошуку шляхів вирішення греко-болгарського церковного конфлікту
У 1863–1865 роках редагував журнал «Съвѣтникъ», у 1865—1867 — «Врѣме», які мали на меті захищати православ'я та главенство Константинопольського Патріарха проти зазіхань католиків. Успіху його агітація не мала, оскільки болгари тоді прагнули до самостійності церкви.
Під час російсько-турецької війни 1877–1878 років перебував при князі Володимирі Черкаському у відділенні «Червоного Хреста»; потім був віце-губернатором у Пловдиві та Софії.
У липні 1879 року був призначений правителем автономної Болгарії князем Олександром Баттенбергом на пост голови Ради міністрів й міністра внутрішніх справ; невдовзі, у жовтні того ж року, мав залишити посаду й усунутись від державної діяльності.
1883 року був міністром фінансів в кабінеті російських генералів (після скасування дії Тирновської конституції. З 27 квітня 1881 до 7 вересня 1883 року князь Олександр був змушений ставити на чолі виконавчої влади російських офіцерів, яких він призначав головами кабінетів (щоправда вони не були стабільними і  неодноразово замінювалися); потім пішов із політичного життя, зблизився з лібералами-русофілами (партія Драґана Цанкова).
Автор дослідження, присвяченого історії греко-болгарського церковного розколу